# Liczba atomowa
Liczba atomowa (Z) – parametr atomów, pierwiastków chemicznych i części jonów o kilku równoważnych definicjach:
- liczba porządkowa pierwiastka chemicznego w układzie okresowym pierwiastków[1];
- ładunek elektryczny jądra wyrażony w ładunkach elementarnych[2];
- liczba protonów w jądrze danego atomu[1] (ma to zastosowanie do zwyczajnych atomów, nie ma zastosowania do części hiperatomów);
- dla ściśle rozumianego, niezjonizowanego atomu jest to też liczba zawartych w nim elektronów[3].

W symbolicznym zapisie jądra izotopu umieszczana jest w lewym dolnym indeksie:
{\displaystyle {\begin{matrix}{A \atop Z}\end{matrix}}\operatorname {X} ,}
gdzie:
{\displaystyle A} – liczba masowa,
{\displaystyle Z} – liczba atomowa,
{\displaystyle X} – symbol pierwiastka.
Ładunek jądra atomowego jest głównym czynnikiem określającym własności atomu, dlatego atomy mające taką samą liczbę protonów, są atomami jednego pierwiastka. Nie oznacza to jednak, że wszystkie atomy jednego pierwiastka mają taką samą masę, gdyż mogą one mieć różną liczbę neutronów w jądrach. Atomy o tej samej liczbie atomowej, a innej liczbie masowej nazywa się izotopami.
Na przykład:
42He – hel (izotop zawierający 2 neutrony)
168O, 178O, 188O – tlen (izotopy zawierające odpowiednio 8, 9 i 10 neutronów)
19779Au – złoto
Izotopy wodoru mają własne symbole chemiczne, jednak ich liczba atomowa jest taka sama:
11H – prot (izotop wodoru nie zawierający neutronów)
21D – deuter (izotop wodoru zawierający 1 neutron)
31T – tryt (izotop wodoru zawierający 2 neutrony)